# Heraldisch-Genealogische Gesellschaft „Adler“

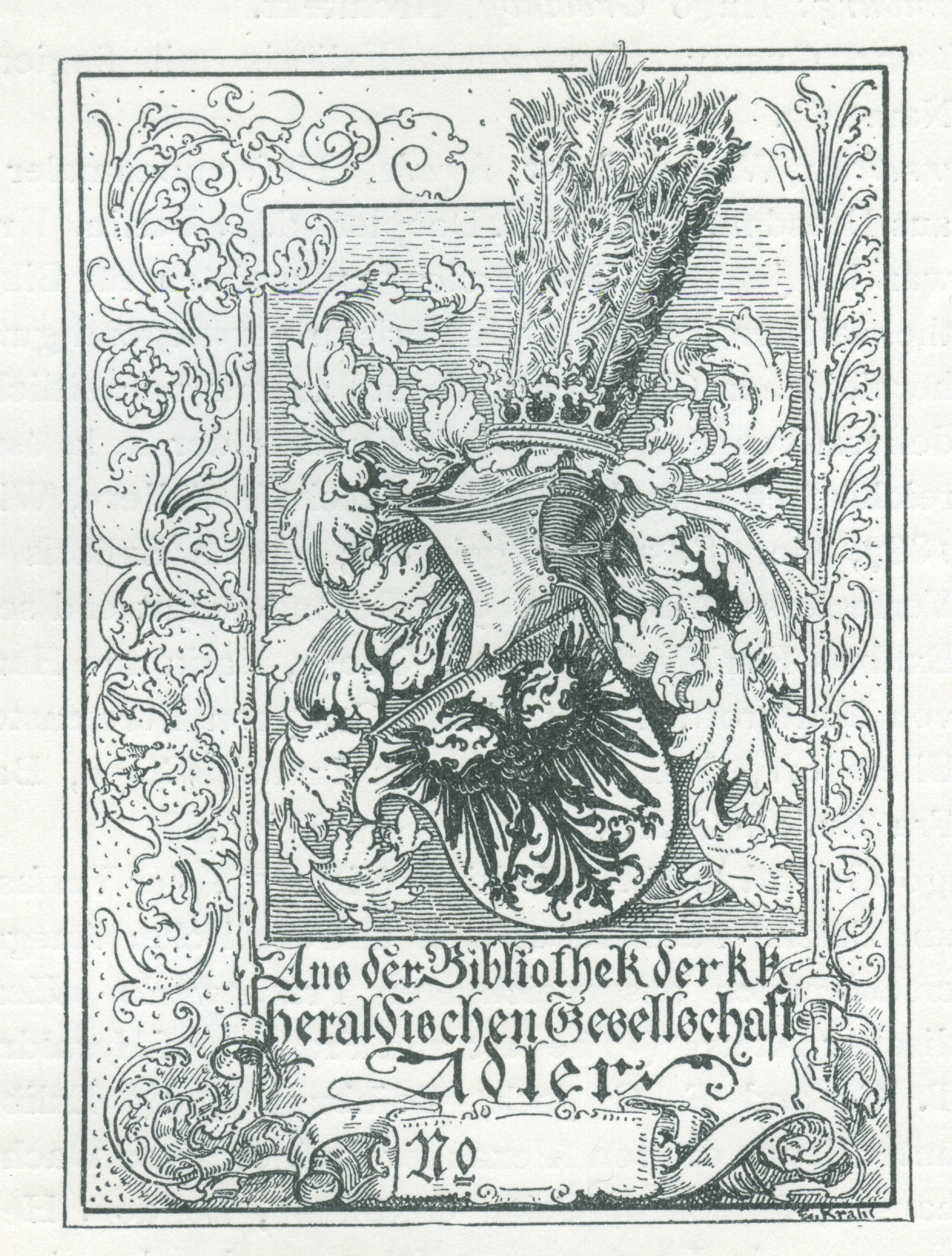
Exlibris der Heraldisch-Genealogischen Gesellschaft Adler

Die Heraldisch-Genealogische Gesellschaft „ADLER“ (Kurzname: „Adler“) in Wien ist eine Gesellschaft, die sich besonders der Familienforschung und Heraldik widmet.

## Geschichte

Genealogisches Taschenbuch der adeligen Häuser Österreichs (1905)

Am 10. Mai 1870 im damaligen Österreich-Ungarn gegründet, ist der Verein nach dem Herold in Berlin die zweitälteste genealogisch-heraldische Vereinigung Europas. Die Initiatoren waren 1870 hauptsächlich Adelige und Mitglieder des aufstrebenden Bürgertums Österreich-Ungarns. Genealogie, Heraldik und Sphragistik des österreichischen Adels standen im Mittelpunkt der Tätigkeit des „Adler“, der sehr bald zu den angesehensten Gesellschaften zählte, die sich mit historischen Hilfswissenschaften befassen. Dies zeigt sich auch an den alten Bibliotheksbeständen und Sammlungen.
Der Verein initiierte in Zusammenarbeit mit dem Otto Maaß’ Söhne Verlag das „Genealogische Taschenbuch der adeligen Häuser Österreichs“, welches von 1905 bis 1913 verlegt wurde und noch immer als bedeutendes Werk gilt.
Nach dem Zusammenbruch der Monarchie 1918 begann man auch Nichtmitgliedern – sowohl Wissenschaftern als auch Laien – Hilfsdienste für einschlägige Forschungen anzubieten. Das klein gewordene Österreich suchte nach den Quellen für seine Geschichte im Rahmen der ehemaligen Monarchie. Dafür war der „Adler“ mit seinen intakt gebliebenen Bibliotheksbeständen äußerst nützlich. Zwischen 1925 und 1938 leistete die Gesellschaft unter der Führung des Präsidenten Anton von Pantz einen wesentlichen Beitrag dazu, die heraldisch-genealogische Forschung in Fachkreisen und der breiten Öffentlichkeit wissenschaftlich zu etablieren.
Vom nationalsozialistischen Regime wurde die Gesellschaft 1938 zwangsweise dem „Verein für Sippenforschung“ in Berlin unterstellt und war fast ausschließlich mit der Erstellung von Ahnenpässen für den „Ariernachweis“ beschäftigt.
Nach dem Ende des Zweiten Weltkriegs wurde der „Adler“ am 22. Juli 1946 unter seinem alten Namen wiederhergestellt. Nach dem Abzug der Alliierten Besatzungsmächte war es 1956 möglich, Räume im ehemaligen Palais Pálffy – Wien I, Wallnerstraße 6 / Ecke Haarhof 4a – zu mieten, in dem das Allgemeine Verwaltungsarchiv untergebracht war. Es ist dies jene Abteilung des Österreichischen Staatsarchivs, das auch das Adelsarchiv und andere Bestände verwahrt, die für die einschlägigen Arbeiten der Mitglieder der Gesellschaft unentbehrlich sind. Auch die mehrmals verlagerte Bibliothek fand hier ihren neuen Platz, doch sehr bald litt sie unter Raumnot, hatte sich doch der unter Denkmalschutz gestellte Bücherbestand seit 1918 verfünffacht. Im Jahre 1999 übersiedelte die Gesellschaft mit ihrer Bibliothek und den Sammlungen in den 9. Bezirk, Universitätsstraße 6/9b, in der Nähe des Hauptgebäudes der Universität Wien mit einigen historischen Instituten. Nicht weit entfernt befinden sich die weiteren historischen und kunsthistorischen Institute auf dem Universitätscampus (den Gründen des ehemaligen Allgemeinen Krankenhauses). Noch heute werden die Studierenden am "Institut für Österreichische Geschichtsforschung" der Universität Wien auf die große Spezialbibliothek der Gesellschaft „Adler“ hingewiesen.
Der Verein Heraldisch-Genealogische Gesellschaft „Adler“ hatte im Mai des Jahres 2023 317 Mitglieder. Als Präsident fungiert aktuell Lorenz Mikoletzky.
Gründer
- Friedrich Waldbott-Bassenheim
- Alfred Grenser

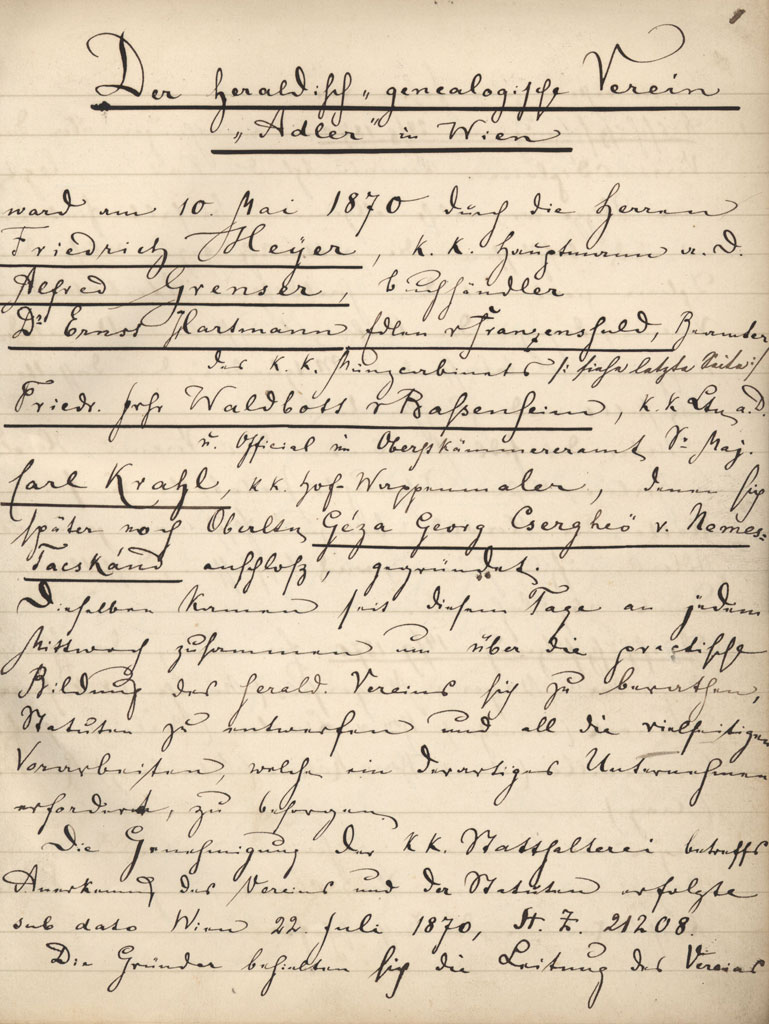
Adler Protokollbuch – 1. Eintrag mit Vereinsgründung

- Géza Georg Csergheö de Nemes-Tacskánd
- Ernst Hartmann von Franzenshuld
- Karl Krahl
- Friedrich Heyer von Rosenfeld

## Bestände der Bibliothek
Für Forscher und Studierende hält der „Adler“ eine Bibliothek mit rund 40.000 Bänden reiner Fachliteratur sowie eine einzigartige Sammlung in- und ausländischer Zeitschriften zur Benützung bereit. Neben Autoren- und Sachkatalogen stehen bibliographische und biographische Karteien mit etwa 800.000 Karten zur Verfügung. Sie betreffen z. T. spezielle Forschungsbereiche und erschließen die Forschungsergebnisse unveröffentlichter Manuskripte einstiger und jetziger Mitglieder des „Adler“. Hinzu kommen über 500.000 Parten (Todesanzeigen), sowie andere familienkundliche Dokumente, die dem Namen- und Familienforscher den gesamten mitteleuropäischen Raum erschließen. Ergänzend dazu tritt eine vor 30 Jahren angelegte "Biographische Sammlung", die vornehmlich Personen des 20. Jahrhunderts gewidmet ist, und bis heute bereits 600 Ordner umfasst.
Neben Ahnentafeln und Stammbäumen kann auch eine Sammlung von Ahnenproben, Wappenbriefen und Diplomen eingesehen werden.
Schließlich besitzt die Gesellschaft eine Sammlung von 10.000 Abgüssen geistlicher und weltlicher Urkundensiegel sowie originaler Lacksiegel.

## Zeitschrift „Adler“
Der Verein ist Herausgeber der seit 1947 erscheinenden Zeitschrift Adler – Zeitschrift für Genealogie und Heraldik. Seit 1871 werden zudem in unregelmäßigen Abständen Jahrbücher herausgegeben, die inzwischen auf einen Bestand von 52 Bänden angewachsen sind.